# Pseudospermus grisescens
Pseudospermus grisescens är en skalbaggsart som beskrevs av Maurice Pic 1934. Pseudospermus grisescens ingår i släktet Pseudospermus och familjen långhorningar. Inga underarter finns listade i Catalogue of Life.